# Imagine (album, Armin van Buuren)
Imagine je třetí studiové album nizozemského trance DJe Armin van Buurena.
První singl Going Wrong debutoval v Arminově rádiové show A State of Trance. Singl vznikl při spolupráci Armina van Buurena s DJem Shahem a Chrisem Jonesem. Na iTunes byla skladba If You Should Go nabízena jako bonus společně s remixem od Inpetto vs. Duderstadt která byla k dispozici pouze při předobjednávce. Druhým singlem z alba Imagine se stala skladba In and Out of Love, která vznikla ve spolupráci s Sharon den Adel ze skupiny Within Temptation. Z alba později vyšly ještě další tři singly, Unforgivable společně s Jaren, Fine Without You ve spolupráci se zpěvačkou Jennifer Rene, a singl Never Say Never společně s Jacqueline Govaert.

## Seznam skladeb
| Autorem i producentem všech skladeb je Armin van Buuren | Autorem i producentem všech skladeb je Armin van Buuren | Autorem i producentem všech skladeb je Armin van Buuren     | Autorem i producentem všech skladeb je Armin van Buuren | Autorem i producentem všech skladeb je Armin van Buuren |
| Pořadí                                                  | Název                                                   | Autor                                                       | Producent                                               | Délka                                                   |
| ------------------------------------------------------- | ------------------------------------------------------- | ----------------------------------------------------------- | ------------------------------------------------------- | ------------------------------------------------------- |
| 1.                                                      | Imagine                                                 | Eller van Buuren, Geert Huinink                             | Geert Huinink                                           | 9:27                                                    |
| 2.                                                      | Going Wrong (společně s DJ Shah featuring Chris Jones)  | Chris Jones, Roger P. Shah                                  | Benno de Goeij, Roger P. Shah                           | 5:36                                                    |
| 3.                                                      | Unforgivable (featuring Jaren)                          | Benno de Goeij, Jaren Cerf                                  | Benno de Goeij                                          | 8:03                                                    |
| 4.                                                      | Face to Face                                            | Benno de Goeij                                              | Benno de Goeij                                          | 7:30                                                    |
| 5.                                                      | Hold on to Me (featuring Audrey Gallagher)              | Audrey Gallagher, Benno de Goeij                            | Benno de Goeij                                          | 7:16                                                    |
| 6.                                                      | In and out of Love (featuring Sharon den Adel)          | Benno de Goeij, Sharon den Adel                             | Benno de Goeij                                          | 6:01                                                    |
| 7.                                                      | Never Say Never (featuring Jacqueline Govaert)          | Benno de Goeij, Jacqueline Govaert                          | Benno de Goeij                                          | 6:59                                                    |
| 8.                                                      | Rain (featuring Cathy Burton)                           | Adrian Broekhuyse, Benno de Goeij, Cathy Burton, Raz Nitzan | Benno de Goeij                                          | 7:10                                                    |
| 9.                                                      | What If (featuring Vera Ostrova)                        | Benno de Goeij, Vera Ostrova                                | Benno de Goeij                                          | 7:18                                                    |
| 10.                                                     | Fine without You (featuring Jennifer Rene)              | Jennifer Rene                                               |                                                         | 6:26                                                    |
| 11.                                                     | Intricacy                                               | Sean Tyas                                                   | Sean Tyas                                               | 7:07                                                    |

| bonusové skladby pro iTunes | bonusové skladby pro iTunes                 | bonusové skladby pro iTunes    | bonusové skladby pro iTunes    | bonusové skladby pro iTunes |
| Pořadí                      | Název                                       | Autor                          | Producent                      | Délka                       |
| --------------------------- | ------------------------------------------- | ------------------------------ | ------------------------------ | --------------------------- |
| 12.                         | If You Should Go (featuring Susana)         |                                |                                | 7:46                        |
| 13.                         | The Sound of Goodbye (Simon & Shaker Remix) | Adrian Broekhuyse & Raz Nitzan | Adrian Broekhuyse & Raz Nitzan | 8:31                        |